# Camponotus ovaticeps
Camponotus ovaticeps är en myrart som först beskrevs av Maximilian Spinola 1851.  Camponotus ovaticeps ingår i släktet hästmyror, och familjen myror. Inga underarter finns listade.